# Celsius (släkt)
Celsius är en svensk släkt, där en gren adlats med namnet von Celse. Såväl ofrälse som adliga grenar är utslocknade.

## Historia
Släkten härstammar från kyrkoherden i Ovanåker i Hälsingland, Nicolaus Magni Travillagæus, senare Alphtaneus (1577–1658), vars son matematikern och astronomen Magnus Nicolai Celsius, som först kallade sig Metagrius, tog namnet Celsius efter en latinisering av namnet på prästgården Högen, som var hans barndomshem.
Magnus Nicolai Celsius mor hette Sigrid Unonia och var från Gävle, och hennes bror Olaus Unonius var professor vid Uppsala universitet. Magnus Nicolai Celsius gifte sig med Sara Figrelia som var syster till Emund Gripenhielm och fick med henne sönerna  Nils Celsius, Johan Celsius och Olof Celsius den äldre samt två dötrar. Nils Celsius var far till släktens mest kände medlem, astronomen 
Anders Celsius, som gett namn till Celsiusskalan för temperaturmätning.
Olof Celsius den äldres barn adlades 1756 med namnet von Celse och introducerades på Riddarhuset på nummer 2041. Sonen Olof Celsius den yngre, som var professor, biskop och medlem av Svenska akademien använde dock aldrig adelsnamnet.  Med en son till denne, överstelöjtnanten Olof von Celse (1756–1838), som var ogift, utslocknade den adliga grenen.
Magnus Nicolai Celsius dotter Caatharina var gift med kyrkoherden Olaus Magni Beronius och mor till ärkebiskopen Magnus Beronius (1692–1775), vars barn adlades med namnet Björnstjerna. Denna ätt fortlever. Också ätten Wrangel von Brehmer, som härstammar från en dotter till Johan Celsius, fortlever.

## Personer ur släkten

### Alfabetiskt ordnade
- Anders Celsius (1701–1744), astronom och fysiker, upphovsmannen till celsiusskalan
- Johan Celsius (1660–1710), jurist, dramatiker
- Magnus Nicolai Celsius (1621–1679), runtolkare, astronom och matematiker
- Magnus von Celse (1709–1784), historiker och bibliotekarie
- Nils Celsius (1658–1724), astronom
- Olof Celsius den äldre (1670–1756), språkforskare, naturvetenskapsman
- Olof Celsius den yngre (1716–1794), politiker och litteraturhistoriker

### Släkttavla
- Magnus Nicolai Celsius (1621–1679), hälsingerunornas uttolkare, naturvetenskapsman och matematiker
  - Nils Celsius (1658–1724), astronom
    - Anders Celsius (1701–1744), astronom och fysiker

  - Johan Celsius (1660–1710), jurist och dramatiker
  - Olof Celsius den äldre (1670–1756), språkforskare och naturvetenskapsman
    - Magnus von Celse (1709–1784), historiker och bibliotekarie
    - Olof Celsius den yngre (1716–1794), präst, ämbetsman, historiker och politiker